# Anna Engh
Anna Sara Christina "Anorah" Engh, född Nordell den 19 februari 1982 i Sandvikens församling, Gävleborgs län, är en svensk sångare, låtskrivare, kompositör och röstskådespelare (dubbare). Hon är gift med musikern och låtskrivaren Samuel Engh.

## Biografi
Som fjortonåring var hon med musikalen Sound of Music i rollen som Liesl på Göta Lejon.
Nordell har sjungit in låten Drømmer Jeg? med den danska gruppen Johnny Deluxe som de kom in på MTV Up North top 5-lista med. Hon har också varit med och skrivit musiken till filmen Det blir aldrig som man tänkt sig och hon sjöng även soundtracket till filmen Message in a Bottle. Man kan även höra henne sjunga i bakgrunden till artister som Enrique Iglesias, Vanessa Hudgens, Bomfunk MC's, Celine Dion, Victoria Beckham, Mauro Scocco och GES.
År 2008 var hon en av artisterna i radiokanalen NRJ:s sommarturné NRJ in the Park. Hon har tillsammans med Samuel Engh skrivit nästan hela materialet till albumet Like He'd Do som har släpptes via hennes webbplats i början av år 2009. Anorah släppte 2009 debutsingeln "Story Of My Own" som också är med i en reklam för Apple.
Anorah har körat bakom Fredrik Kempe i melodifestivalen 2004 och hans nummer "Finally". Hon har medverkat i danska melodifestivalen (Duett med Johnny Deluxe) och i finska melodifestivalen 2008 med bidraget "Laying Down My Cards". 2008 var Anorah en av de som körade till Charlotte Perrelli i melodifestivalen 2008 med bidraget "Hero", (stod bakom scenen och körade). 2009 körade Anorah tillsammans med kusinen Jeanette Ohlsson i ett bidrag i Finlands uttagning till Eurovisionsschlagerfinalen. Ni kan också höra Anorah i de förinspelade körsången till 2009 bidrag "Disconnect Me".
Anorah och maken har skrivit  många låtar åt Blender.
År 2017 spelade hon in sången i vinjettmelodin till den nya versionen av Disneys tecknade tv-serie Ducktales.
Anna Nordell är även verksam som röstskådespelare och har gjort röster i filmer och TV- serier som Dave Barbaren, Ben 10, Fullt hus, American Dragon: Jake Long, Hannah Montana, Geronimo Stilton och Shrek den tredje. Hon har även gjort den svenska rösten till D.J. i Netflix-serien Huset fullt – igen (engelska: Fuller House).